# Lens (Francia)
Lens [lɑ̃s] es una ciudad y comuna francesa situada en el departamento de Paso de Calais, en la región de Alta Francia. 

## Historia
Diversas piezas numismáticas fechadas en el periodo merovingio dan testimonio de la existencia de Lenna Cas(trum). 
Parte del Reino de Francia, en 1526 durante la guerra italiana, la villa pasó a formar parte de las posesiones de la corona española en los Países Bajos, hasta el 3 de octubre de 1647. Tras la Batalla de Lens, el 20 de agosto de 1648, uno de los últimos episodios militares de la prolongada guerra de Flandes, el Tratado de Westfalia y la posterior Paz de los Pirineos del 7 de noviembre de 1659 confirmaron la transferencia de soberanía de la mayor parte de la región de Artois y de la ciudad a la corona de Francia.
A mediados del siglo XIX, tras el descubrimiento de yacimientos hullíferos en el bosque de Lens, se desarrolló la industria minera en la región bajo los auspicios de la Compagnie de Lens que serían nacionalizados al final de las guerras mundiales que causaron la destrucción de la ciudad y un importante retroceso demográfico, recuperándose durante la posguerra hasta alcanzar en 1962 una población de 42.733 habitantes.
A partir de los años 1970 y 1980 el declive de la extracción carbonífera, que cesó la actividad en 1990, provocó la crisis del sector químico y metalúrgico que hubo de diversificarse hacia manufacturas más competitivas como la textil, la alimentaria y la de automoción. A la vez se impulsaba el sector de servicios, especialmente asociado a la creación de la subprefectura del departamento y al desarrollo de la universidad de Artois. También para reactivar la economía local con el turismo, en diciembre de 2012 se ha abierto una delegación del Museo del Louvre, que exhibirá unas 600 obras de arte prestadas por dicho museo parisino. El Museo Louvre-Lens combinará exposiciones temporales con un repertorio artístico más estable, que irá cambiando cada cinco años gracias a nuevos préstamos de la colosal institución parisina.

## Geografía
Lens se encuentra a orillas del canal del río Deûle, sobre una planicie conocida como la Gohelle. Junto con la localidad de Liévin, Lens constituye una agrupación de 36 comunas urbanas llamada de Lens-Liévin en la que habitaban unas 250 000 personas en 1999.

## Demografía
| 2 081 | 2 365 | 2 316 | 2 381 | 2 673 | 2 645 | 2 807 | 2 796 | 3 341 | 4 506 | 5 738 | 7 298 | 9 383 | 10 515 | 11 780 | 13 862 | 17 227 | 24 370 | 27 744 | 31 812 | 14 259 | 30 155 | 33 513 | 32 730 | 34 342 | 40 753 | 42 590 | 41 874 | 40 199 | 38 244 | 35 017 | 36 206 | 36 011 |
| Para los censos de 1962 a 1999 la población legal corresponde a la población sin duplicidades (Fuente: INSEE [Consultar]) |       |       |       |       |       |       |       |       |       |       |       |       |        |        |        |        |        |        |        |        |        |        |        |        |        |        |        |        |        |        |        |        |

## Deportes
La ciudad alberga a un club de fútbol, el Racing Club de Lens, que milita en la Ligue 1, el primer nivel del fútbol francés. Juega sus partidos de local en el Estadio Bollaert-Delelis.